# Linia Bar-Lewa
Linia Bar-Lewa (hebr. קו בר לב, Kaw Bar Lew) – linia fortyfikacji na wschodnim brzegu Kanału Sueskiego, rozciągająca się od wybrzeża Morza Śródziemnego do wybrzeża Morza Czerwonego, zbudowana przez Izrael po zdobyciu półwyspu Synaj w wyniku wygranej wojny sześciodniowej. Składała się z wału ziemnego, usypanego wzdłuż brzegu Kanału, dwóch linii umocnionych punktów oporu oraz rozbudowanego systemu komunikacyjnego. Miała za zadanie zabezpieczenie granicy przed niespodziewanym atakiem wojsk egipskich i minimalizację strat w trakcie wojny na wyczerpanie. Przełamana przez wojska egipskie w trakcie ofensywy rozpoczynającej wojnę Jom Kipur.

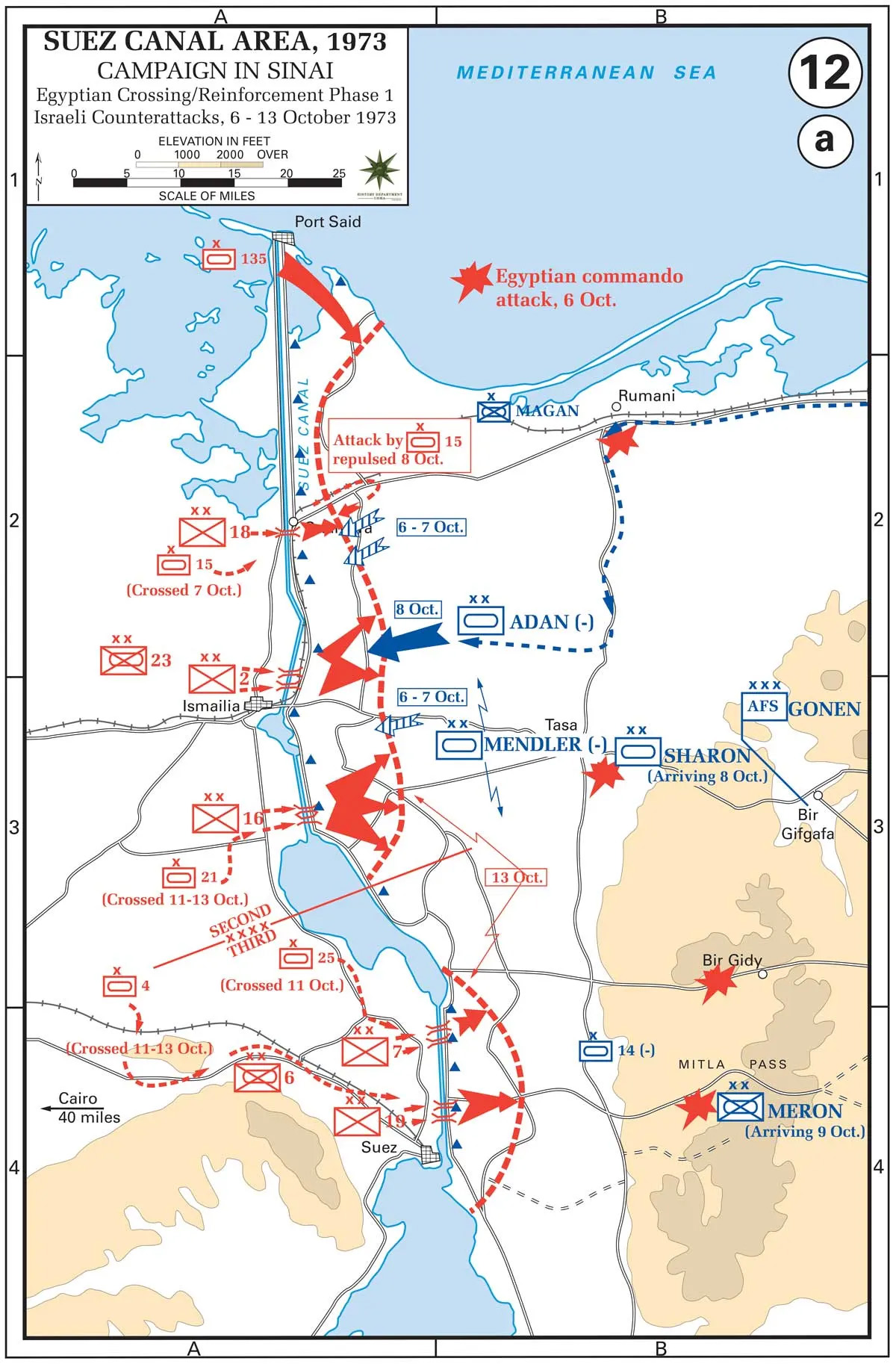
Mapa działań w początkowej (6-13 października 1973) fazie wojny Jom Kipur. Położenie ważniejszych umocnionych punktów obronnych linii Bar-Lewa zaznaczone trójkątami.

## Geneza
W wyniku wygranej w 1967 roku wojny sześciodniowej Izrael zdobył półwysep Synaj, a linia rozgraniczająca terytorium okupowane przez Izrael od Egiptu biegła wzdłuż Kanału Sueskiego. Na linii tej wojska izraelskie rozlokowały szereg punktów obserwacyjnych, które miały za zadanie ostrzegać o ruchach wojsk egipskich i zapobiegać inwigilacji ruchów wojsk izraelskich. Punkty te stały się celem ostrzału i ataków wojsk egipskich. Aby ograniczyć straty szef sztabu sił zbrojnych Izraela nakazał wybudować schrony dla załóg posterunków obserwacyjnych. Stratedzy izraelscy uznali wkrótce, że kanał ten będzie najlepszą zaporą przeciwko ewentualnemu zmasowanemu atakowi egipskich sił pancernych – według Moszego Dajana Kanał Sueski był „jednym z najlepszych rowów przeciwczołgowych na świecie”, i stanowiska wojsk izraelskich na jego brzegu należy umocnić. Straty ponoszone przez siły izraelskie w wyniku ostrzału artyleryjskiego prowadzonego przez siły egipskie zza Kanału i innych akcji w ramach wojny na wyczerpanie utwierdziły izraelskich decydentów w postanowieniach rozbudowy i wzmocnienia polowych umocnień izraelskich na wschodnim brzegu Kanału Sueskiego. Rząd izraelski przeznaczył na ten cel w latach 1968–1969 kwotę 235 mln dolarów. Rozbudowa umocnień trwała aż do zakończenia wojny na wyczerpanie, do 1973 roku wydatki na budowę i utrzymanie umocnień linii osiągnęły około 300 mln dolarów.
Nazwa linii umocnień pochodziła od nazwiska szefa sztabu wojsk izraelskich i autora koncepcji takiej formy obrony – gen. Chajjima Bar-Lewa.

## Struktura

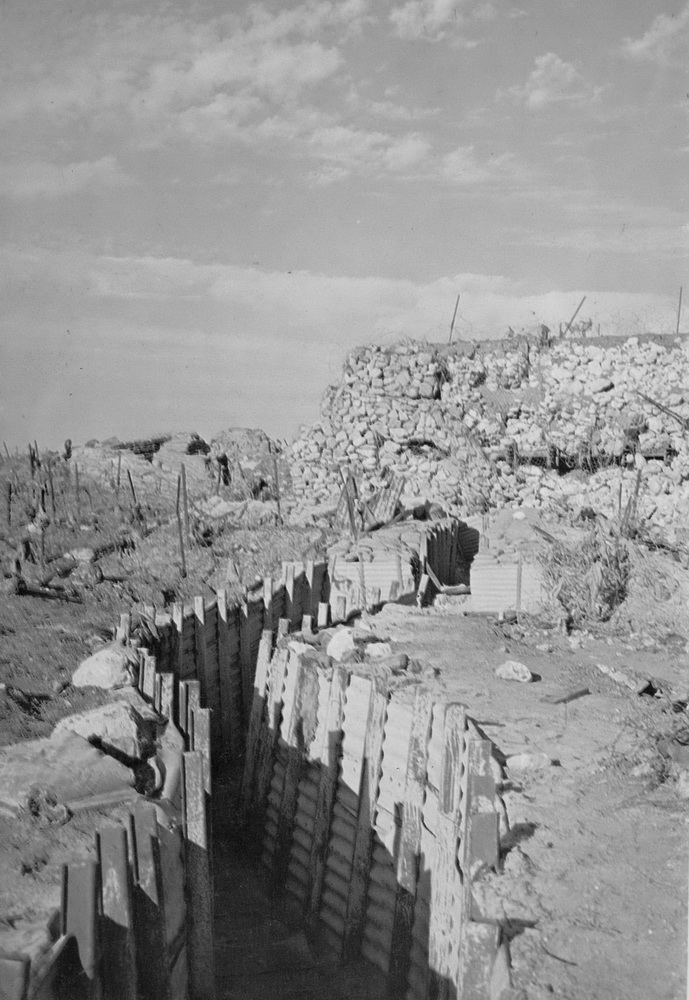
Okop i bunkier w obrębie fortu na linii Bar-Lewa

Pierwszym elementem obrony w linii Bar-Lewa był Kanał Sueski – ta droga wodna ma szerokość od 180 do 220 m i głębokość od 16 do 20 metrów, przebiega również przez zbiorniki wodne (m.in. Wielkie Jezioro Gorzkie). Poziom wody w Kanale podlega wahaniom związanym z pływami, o amplitudzie ok. 1 m w części północnej i 2 metrów w części południowej, co stanowić może dodatkowy problem dla przeprawiających się przezeń wojsk. W opinii wojskowych izraelskich, po dokonaniu odpowiednich przygotowań obronnych, Kanał Sueski miał stać się cmentarzem dla nacierających wojsk egipskich. Wzdłuż Kanału, na odcinku o długości ok. 160 km, rozbudowano skomplikowany system wojskowych przeszkód inżynieryjnych i umocnionych punktów obrony.
Na brzegami kanału, które zabezpieczone były przed erozją betonowymi opaskami, usypano z miejscowego materiału (piasek, glina) wał o wysokości 20–25 m i nachyleniu stoków 45–65 stopni. Wał ten miał utrudnić lądowanie wojskom egipskim na wschodnim brzegu – jednostki amfibijne i pancerne nie mogły go pokonać bez przygotowania inżynieryjnego, i utrudnić rozpoznanie z zachodniego brzegu rozlokowania i przemieszczania sił izraelskich. Stratedzy izraelscy oceniali, że w razie ataku egipskie wojska inżynieryjne będą potrzebowały przynajmniej 24 godzin na przekopanie się przez tę barierę i utworzenie przeprawy wystarczającej do utrzymania przyczółka na wschodnim brzegu. W niektórych miejscach pod wałem utworzono zbiorniki z nierafinowaną ropą naftową, których wyloty zamaskowano pod wodą na brzegach Kanału. W razie ataku egipskiego zamierzano przepompować tę ropę do Kanału i podpalić, by jeszcze bardziej utrudnić Egipcjanom przeprawę.
Na szczycie wału i w jego bezpośrednim zapleczu zbudowano 32 „forty” – umocnione punkty oporu (ma’ozim), rozlokowane w odległości 5-10 km od siebie. W miejscach, w których warunki do przeprawy przez Kanał Sueski były szczególnie dogodne, były one usytuowane bliżej siebie (co ok. 900 m). Punkty te zajmowały powierzchnię ok. 200 na 350 m, były otoczone zasiekami i polami minowymi, których szerokość wynosiła ok. 200 m. Na taki fort składały się okopy, łączące umocnione stanowiska dla karabinów maszynowych i moździerzy, betonowe schrony dla załogi, rampy dla czołgów oraz stanowiska obrony przeciwlotniczej i punkty obserwacyjne. Schrony miały wytrzymać trafienie 1000 funtową bombą i zapewniały załodze dobre warunki bytowe (były klimatyzowane). Ich obsadę stanowić miał pluton piechoty (15 do 30 żołnierzy). Na całej długości wału przygotowano też stanowiska (rampy) dla czołgów, artylerii, karabinów maszynowych, które miały być obsadzone po rozpoznaniu rozpoczęcia egipskiej ofensywy.
Na zapleczu wału zbudowano system dróg dla zaopatrzenia i dyslokacji wojsk. Tworzyły ją trzy główne drogi rokadowe, przebiegające z południa na północ. Pierwsza, droga Lexicon, biegła wzdłuż linii Kanału i zapewniała komunikację pomiędzy fortami oraz umożliwiała przemieszczanie patroli kontrolujących przylegające obszary. W odległości 10 do 12 km na wschód od niej biegła Droga Artyleryjska, łącząca stanowiska artylerii, obrony przeciwlotniczej, czołgów oraz bazy zaopatrzeniowe. Na pasie piaszczystych wzgórz, który ciągnął się wzdłuż tej drogi od strony Kanału, zbudowano drugą linię, składającą się z 11 umocnionych punktów oporu, zwanych ta’ozim, z których każdy obsadzony miał być przez kompanię piechoty. Punkty oporu strzegły miejsc o znaczeniu strategicznym – skrzyżowań dróg, obiektów dominujących nad okolicą, były połączone siecią dróg, miały łączność radiową i telefoniczną (kable telefoniczne były ukryte pod ziemią). 30 km od Kanału biegła Droga Obwodowa, która umożliwić miała przemieszczanie rezerw i przygotowanie przeciwuderzenia na egipskie przyczółki na wschodnim brzegu Kanału. Tej sieci dróg towarzyszyły pomniejsze drogi biegnące południkowo oraz drogi biegnące ze wschodu na zachód: Droga Quantara, Droga Hemnigwaya, Droga Jerozolimska. Wraz z szosą nadmorską umożliwić miały one dowóz zaopatrzenia i swobodę manewru jednostek wojskowych w kierunku Kanału Sueskiego.

## Plan obrony
Zadania operacyjne wojsk izraelskich na Synaju precyzowały dwa plany: „Szowach Jonim” (hebr. gołębnik) i „Sela” (hebr. skała). Przewidywały one uporczywą obronę linii Kanału Sueskiego w oparciu o umocnienia linii Bar-Lewa. Linia Bar-Lewa miała za zadanie uniemożliwić rozwój egipskiej ofensywy na Synaju przez opóźnienie tworzenie przyczółków na wschodnim brzegu Kanału Sueskiego oraz zminimalizować straty wojsk izraelskich przy odpieraniu ataków egipskich. Pod jej osłoną miały być organizowane kontrataki na wojska egipskie rozwijające się na przyczółkach. Do obsadzenia umocnień linii Bar-Lewa przewidziano ok. 800 żołnierzy piechoty oraz brygadę pancerną rozwiniętą batalionami wzdłuż Drogi Artyleryjskiej. Czołgi tej brygady miały za zadanie na sygnał o rozpoczęciu egipskiego ataku obsadzić stanowiska na wale. Rezerwę stanowiły dwie brygady pancerne, zgrupowane w rejonach Bir al-Dżifdżafa oraz Bir as-Samada, na wschód od strategicznie ważnych przełęczy Mitla i al-Dżadi. Plany zakładały, że wsparcie tych sił zapewnią siły powietrzne izraelskiej armii, na których będzie ciążył główny wysiłek w zniszczeniu egipskiej ofensywy. Gdyby plan „Szowach Jonim” okazał się niewystarczający, plan „Sela” przewidywał mobilizację i wprowadzenie do walki dwóch rezerwowych dywizji pancernych i towarzyszących im jednostek wsparcia.

### Krytyka koncepcji
Generałowie Ariel Szaron i Jisra’el Tal wysuwali zastrzeżenia co do sensowności tworzenia umocnień linii Bar-Lewa. Uważali oni, że przypisanie dużych jednostek operacyjnych do statycznej obrony na linii umocnień, będących w zasięgu artylerii nieprzyjaciela, spowoduje duże straty i może skończyć się klęską. Na decyzji o rozbudowie linii zaważyły jednak względy polityczne i wizerunkowe, uznano, że taka demonstracja obecności wojskowej Izraela na Synaju jest konieczna wobec zwiększania sił egipskich przy granicy po drugiej stronie Kanału Sueskiego. Krytyka ta doprowadziła jednak do tego, że zmniejszano liczebność wojsk obsadzających umocnienia linii Bar-Lewa, a dowódcy, tacy jak gen. Szaron, w swoich rejonach odpowiedzialności decydowali nawet o tym, by zmniejszać miejscami grubość wału nad Kanałem Sueskim, w celu ułatwienia tworzenia przepraw dla ewentualnej izraelskiej kontrofensywy.

## Wojna Jom Kipur – przełamanie linii Bar-Lewa

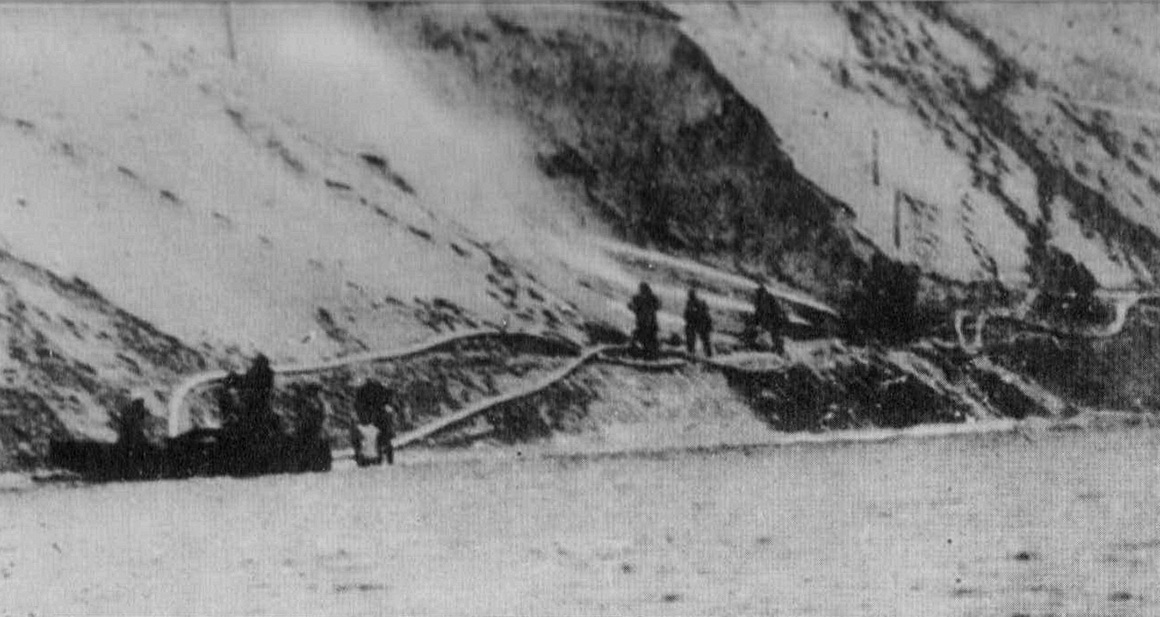
Egipskie wojska inżynieryjne przy pomocy strumieni wody pod wysokim ciśnieniem dokonują wyłomu w wale linii Bar-Lewa.

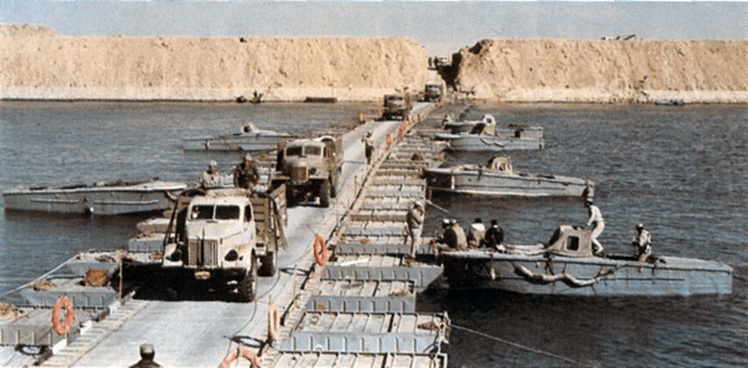
Most pontonowy ustawiony przez wojska egipskie w poprzek Kanału Sueskiego podczas wojny Jom Kipur. W tle widoczny wał linii Bar-Lewa i wyrwa, wymyta przez pompy.

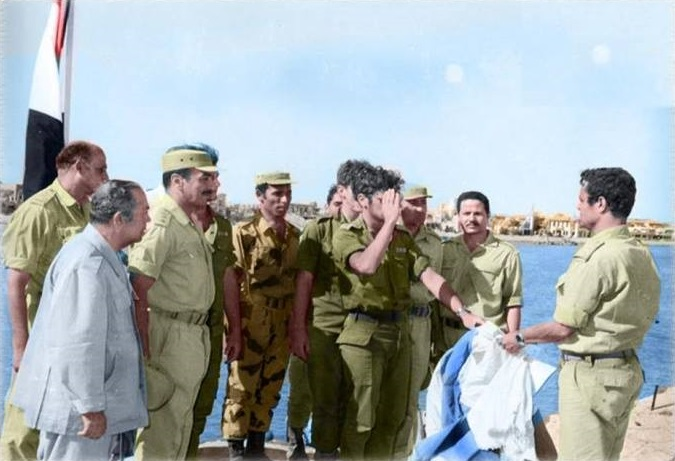
Dowódca fortu Taufik poddaje swoją placówkę wojskom egipskim.

W trakcie ataku egipskiego 6 października 1973 roku tylko 16 izraelskich fortów było w pełni obsadzonych przez żołnierzy, dwa były częściowo obsadzone, zaś pozostałe były nieobsadzone. Było to wynikiem chęci obniżenia kosztów utrzymania oraz ścierania się w sztabie wojsk izraelskich odmiennych koncepcji obrony granic. Stanowiska na linii zajmowało 468 żołnierzy rezerwy, bezpośrednie wsparcie stanowiła jedna brygada 252. Dywizji Pancernej (pozostałe brygady dywizji zgodnie z planem stacjonowały w głębi Synaju) – w sumie siły te liczyły 18 tysięcy żołnierzy, 290 czołgów, 12 baterii artylerii i 8 baterii obrony przeciwlotniczej. Przeciwko tym siłom Egipcjanie zmobilizowali 5 dywizji piechoty, 3 dywizje zmechanizowane i 2 pancerne, wsparte przez lotnictwo i jednostki inżynieryjne.
O godzinie 14.05 6 października 1973 roku siły egipskie rozpoczęły artyleryjskie przygotowanie ofensywy na Synaj (operacja „Badr”). Ostrzał umocnień linii Bar-Lewa trwał 53 minuty, prowadziło go ponad 2000 luf – tylko w ciągu pierwszej minuty wystrzelono 10 500 pocisków. Pod jego osłoną o godzinie 14.20 rozpoczęło się przeprawianie jednostek lądowych. Zanim to nastąpiło, wieczorem 5 października płetwonurkowie egipscy zabetonowali podwodne otwory spustowe rurociągów na wschodnim brzegu Kanału Sueskiego, przez które Izraelczycy planowali wpompować płonącą ropę. Jednostki egipskiej piechoty, które wylądowały na wschodnim brzegu, zabezpieczyły pracę 70 zespołów jednostek inżynieryjnych, które rozpoczęły wykonywanie siedemdziesięciu przejść w zaporach inżynieryjnych linii Bar-Lewa, podczas gdy 10 batalionów mostowych rozpoczęło przygotowania do ustawienia przepraw mostowych przez Kanał Sueski.
Szybkie wykonanie przejść w zaporach inżynieryjnych wzniesionych przez Izraelczyków na wschodnim brzegu Kanału i opanowanie szerokich przyczółków, zanim izraelskie lotnictwo i wojska pancerne dokonają przeciwuderzenia, było, w ocenie egipskiego dowództwa, kluczem do powodzenia ofensywy. W ramach przygotowań do operacji poszukiwano metody, która to umożliwi: konwencjonalne metody uznano za niewystarczająco efektywne (na przerzucenie 1500 m sześciennych piasku 60 ludzi pracujących z wykorzystaniem buldożera i 600 funtów materiałów wybuchowych potrzebowało 5-6 godzin ciągłej, niezakłóconej pracy). Egipski plan, bazujący na pomyśle młodego oficera, przewidywał wykorzystanie silnych spalinowych pomp wodnych, które pompując wodę pod wysokim ciśnieniem rozmyłyby piasek, z którego usypane były wały. W tym celu w latach 1971–1972 zakupiono 300 brytyjskich i 150 zachodnioniemieckich pomp (podczas prób okazało się, że przy pomocy strug wodnych, generowanych przez zespół składający się z dwóch zachodnioniemieckich i trzech brytyjskich pomp 1500 m sześciennych piasku można przemieścić w dwie godziny). W ZSRR zakupiono też nowoczesny sprzęt przeprawowy (mosty pontonowe PMP, amfibie GSP-55 i PTS, czołgi pływające PT-76).
Egipskie oddziały inżynieryjne wyposażone w pompy i węże przeprawiły się przez Kanał Sueski na drewnianych łodziach. W większości przypadków już w ciągu 2-3 godzin pracy udało im się wykonać wyłomy w wale nad Kanałem. Problemy miały miejsce na odcinku południowym, gdzie wał zbudowany był w dużej części z gliny, która nie poddawała się tak łatwo jak piasek, a po wypłukaniu tworzyła nawet metrowej grubości zwały błotne, w których grzęzły poruszające się oddziały egipskie. Niemniej w ciągu 9-16 godzin operacji egipskie wojska inżynieryjne utworzyły przynajmniej 10 mostów i około 50 przepraw promowych przez Kanał. Dzięki temu na drugi dzień po rozpoczęciu operacji wszystkie 10 egipskich brygad pancernych, przewidzianych do przekroczenia Kanału Sueskiego, zajmowało pozycje na przyczółku po jego wschodniej stronie, odcinając załogi większości izraelskich punktów oporu od wsparcia, i było przygotowane do odparcia przewidywanego izraelskiego przeciwnatarcia.
Siły izraelskie obsadzające linię Bar-Lewa okazały się za słabe, by przeciwdziałać zmasowanej ofensywie egipskiej, stanowiska przygotowane dla czołgów w obrębie umocnionych punktów oporu, z jednym wyjątkiem (fort „Budapest”), nie zostały w porę obsadzone przez czołgi, a lotnictwo izraelskie w związku z utworzeniem przez wojska egipskie obrony przeciwlotniczej, na masową skalę wykorzystującej radzieckie wyrzutnie rakiet kierowanych SA-2, SA-3 oraz samobieżne zestawy przeciwlotnicze SA-6 i ZSU-23-4, nie było w stanie skutecznie wspierać wojsk lądowych. Czołówki izraelskiej linii obrony zostały odepchnięte od Kanału na wysokość Drogi Obwodowej. Spośród 18 obsadzonych umocnionych punktów obrony na linii Bar-Lewa do 10 października 1973 roku 16 zostało ewakuowanych lub poddało się Egipcjanom. Okrążony punkt oporu „Quay” poddał się 13 października. Tylko fort „Budapest”, którym dowodził kpt. Moti Aszkenazi, dotrwał do momentu wyzwolenia z okrążenia przez kontratak izraelski 10 października. Straty egipskie przy przekraczaniu Kanału Sueskiego ograniczyły się do 208 zabitych żołnierzy, 20 straconych czołgów i 5 samolotów.

## Podsumowanie
Niektórzy komentatorzy zauważają, że powstanie linii Bar-Lewa przyczyniło się do zmniejszenia natężenia egipskich rajdów na terytoria okupowane przez Izrael na Synaju, zwiększyło bezpieczeństwo strzegących granicy żołnierzy, i przyczyniło się do opóźnienia rozpoczęcia ofensywy egipskiej. Jednak w opinii większości linia Bar-Lewa nie spełniła zadań, jakie przewidywało dla niej dowództwo izraelskie. Wał nie zasłonił działań izraelskich przy Kanale Sueskim – Egipcjanie wybudowali na zachodnim brzegu Kanału wieże obserwacyjne o wysokości 39 m, z których mieli wgląd na układ umocnień izraelskich na linii Bar-Lewa i dyslokacje izraelskich oddziałów za nią. Izraelskie punkty obserwacyjne na linii nie zdołały ostrzec o nadchodzącej inwazji. Obsady fortów okazały się za silne jak na linię posterunków obserwacyjnych, co naraziło siły izraelskie na niepotrzebne straty. Zarazem luki w obsadzie umocnień linii i za słaba obsada fortów spowodowały, że nie zdołała opóźnić egipskiej operacji desantowej, w rezultacie linia została przełamana na całej długości już w ciągu pierwszych kilkunastu godzin ofensywy.

## Pozostałości i zabytki
W Port Saidzie znajduje się muzeum, którego część jego ekspozycji jest poświęcona dokonaniom sił egipskich w trakcie wojny Jom Kipur (w Egipcie nazywanej wojną październikową) i przełamaniu linii Bar-Lewa. W Ismailii można wynająć taksówkę wodną w celu obejrzenia wyłomów w wale linii Bar-Lewa nad Kanałem Sueskim. Niektóre przeprawy promowe w okolicy tego miasta są pozostałością prac egipskich wojsk inżynieryjnych. Przy drodze wiodącej do miasta z półwyspu Synaj znajduje się jedyny zachowany fort (ma’ozim) linii Bar-Lewa, nazywany „Ismailia East”.